# Imantocera mindanaonis
Imantocera mindanaonis là một loài bọ cánh cứng trong họ Cerambycidae.